# Mărgineni-Slobozia, Olt
Mărgineni-Slobozia este un sat ce aparține orașului Scornicești din județul Olt, Muntenia, România.
Satul se află in albia râului Plapcea, format prin unirea râului Plapcea Mare cu Râul Plapcea Mică.
Se poate ajunge in această sat părăsind șoșeaua națională Pitești-Slatina-Craiova în dreptul satului Jitaru, urmărind drumul județean care merge spre localitatea Potcoava.
În centrul satului se găsește un monument al eroilor satului căzuți pe câmpul de bătălie în timpul primului război mondial. În spatele monumentului a fost ridicat un magazin universal cu două niveluri. La aproximativ 500 m spre Potcoava se află școala generală. În sat activează 3 instituții de învățământ: o grădiniță, o școală cu clasele 1-4 și o școală cu clasele 5-8.
 Acest articol despre o localitate din județul Olt este deocamdată un ciot. Puteți ajuta Wikipedia prin completarea lui.

Sat de o frumusețe rară cu păduri verzi de foioase, străbătut de râul Cungrea și cu celebrul copac,Tecul de la Ionicesti.